# 마리안 드니쿠르
마리안 드니쿠르(Marianne Denicourt, 1966년 5월 14일 ~ )는 프랑스의 배우이다.

## 출연 작품
- 남과 여: 여전히 찬란한 (2019)
- Chacun sa vie (2017)
- 시골 여의사 (2016)
- 라 크렘 드 라 크렘 (2014)
- 에스케이원 (2014)
- 히포크라테스 (2014)
- 뜨거운 욕망 (2011)
- 생 빅투아르 (2009)
- 더 아메리칸 (2004)
- 홀리와 마리나 (2001)
- 사드 (2000)
- 모두를 위한 하나 (1999, Une pour toutes)
- 로스트 선 (1999)
- 파이어 라이더 (1998)
- 세상에서 가장 아름다운 나라 (1998, Le Plus Beau Pays du monde)
- 나의 성생활: 나는 어떻게 싸웠는가 (1996, Comment je me suis disputé… (ma vie sexuelle))
- 파리의 숨바꼭질 (1995)
- 이노센트 라이즈 (1995)
- 둠즈데이 건 (1994)
- 파수병 (1992)
- 죽은 자들의 삶 (1991)
- 누드 모델 (1991)
- 아이스크림 작전 (1989)
- 책 읽어주는 여자 (1988, La Lectrice)